# NRFL Championship
Die NRFL Championship (aus Sponsorengründen Lotto Sport Italia NRFL Championship genannt) ist eine vom neuseeländischen Fußballregionalverband Northern Region Football ausgerichtete Liga. Sie umfasst Klubs aus der nördlichen Hälfte der Nordinsel des Landes (genauer aus den Regionen Northland, Auckland, Waikato und Bay of Plenty) und ist innerhalb der Ligapyramide auf der dritten Ebene anzusehen.

## Geschichte
Die Liga wurde in der Saison 1965 das erste Mal ausgetragen und diente später als Unterbau für die höchste Liga des Verbands der Northern League. Seit der Saison 2023 heißt die Liga nicht mehr NRFL Division 1, sondern NRFL Championship.

## Modus
Die Liga wird von März bis August eines Jahres ausgetragen und besteht aus 12 Mannschaften. Während der Saison spielt jede Mannschaft insgesamt zwei Mal gegen jede andere. Am Ende steigen der Meister und der Klub auf dem zweiten Platz in die zweitklassige Northern League, innerhalb der erstklassigen National League, auf.

## Bisherige Meister
| Saison | Team                                       |
| ------ | ------------------------------------------ |
| 1965   | Ponsonby                                   |
| 1966   | Lynndale                                   |
| 1967   | Birkenhead United                          |
| 1968   | Courier Rangers                            |
| 1969   | Whangarei                                  |
| 1970   | Takapuna City                              |
| 1971   | Metro College                              |
| 1972   | Papakura City                              |
| 1973   | Manurewa                                   |
| 1974   | Whangarei City                             |
| 1975   | Lynndale                                   |
| 1976   | Glenfield Rovers                           |
| 1977   | Ellerslie                                  |
| 1978   | East Coast Bays                            |
| 1979   | Waitemata City                             |
| 1980   | Birkenhead United                          |
| 1981   | Eden                                       |
| 1982   | University                                 |
| 1983   | Otara Rangers                              |
| 1984   | Howick                                     |
| 1985   | Mount Maunaguni                            |
| 1986   | Waikato United                             |
| 1987   | Mount Albert-Ponsonby                      |
| 1988   | Central United                             |
| 1989   | East Coast Bays                            |
| 1990   | University                                 |
| 1991   | Central United                             |
| 1992   | Tauranga City                              |
| 1993   | Melville United                            |
| 1994   | Metro                                      |
| 1995   | Cambridge                                  |
| 1996   | Glenfield Rovers                           |
| 1997   | Hamilton Wanderers                         |
| 1998   | Three Kings United                         |
| 1999   | Takapuna                                   |
| 2000   | Central United                             |
| 2001   | Onehunga Sports                            |
| 2002   | Waitakere City                             |
| 2003   | East Coast Bays                            |
| 2004   | Papakura City                              |
| 2005   | Albany United                              |
| 2006   | Onehunga Sports                            |
| 2007   | Lynn-Avon United                           |
| 2008   | Manurewa                                   |
| 2009   | Three Kings United                         |
| 2010   | Hamilton Wanderers (A) Onehunga Sports (B) |
| 2011   | Eastern Suburbs                            |
| 2012   | Birkenhead United                          |
| 2013   | Glenfield Rovers                           |
| 2014   | Western Springs                            |
| 2015   | Forrest Hill Milford United                |
| 2016   | Waitakere City                             |
| 2017   | Western Springs                            |
| 2018   | Melville United                            |
| 2019   | Forrest Hill Milford United                |
| 2020   | wegen COVID-19 abgebrochen                 |
| 2021   | Waiheke United                             |
| 2022   | West Coast Rangers                         |
| 2023   | Tauranga City                              |